# PAX (evento)
El Penny Arcade eXpo (PAX) es una serie de festivales de juegos realizados en las ciudades de  Seattle y Boston en los Estados Unidos, y Melbourne en Australia. PAX fue creado por Jerry Holkins y Mike Krahulik, los autores del webcomic Penny Arcade, debido a que querían ir a un show que de igual importancia a los jugadores de videojuegos para PC, consolas y juegos de mesa.
Creada en 2004, PAX ha sido reconocida como una celebración de la cultura gamer. Las características más notorias del festival incluyen una presentación estelar de una figura de la industria de los videojuegos, conciertos inspirados en la cultura de los jugadores, paneles sobre videojuegos, cabinas de presentación de desarrolladores y distribuidores grandes como independientes, una LAN Party, torneos de juegos de mesa, y áreas para jugar videojuegos libremente. Cada PAX también incluye el Omegathon, un torneo que dura todo el festival que consiste de un grupo de participantes elegidos al azar que compiten por un premio grande. La ronda final del Omegathon es la ceremonia final del PAX. Entre los juegos que han sido incluidos en la ronda final han estado Tetris, Pong, Halo 3, y Skee ball.

## Historia
El primer Penny Arcade Expo se llevó a cabo el 28 y 29 de agosto de 2004 en Bellevue, Washington, en el Maydenbauer Center, y tuvo la participación de unas 3.300 personas. El evento fue realizado cada año en agosto, en el mismo lugar, por los próximos dos años. El número de visitantes creció rápidamente, con más de 9.000 en 2005, y más de 19.000 en 2006.
Para 2007, el evento contó con más gente de la que podía soportar el lugar original, así que fue trasladado al Washington State Convention and Trade Center, el cual era dos veces más grande. En 2007 se registraron 39.000 visitantes. En 2008, este número creció a 58.500, y en 2009, creció a 60.750.
En 2010, PAX realizó su primer evento en la costa este de los Estados Unidos. El PAX East de 2010 se llevó a cabo en Boston, entre el 26 y el 28 de marzo, en el Hynes Convention Center. El número de visitantes fue similar al del PAX 2009; PAX East 2010 recibió la visita de 52.290 personas. A partir de entonces, el festival original en Washington ha sido conocido como PAX Prime para evitar confusiones entre los dos. PAX Prime recibió la visita de 67.600 personas, y tuvo eventos realizados en otros locales por primera vez.
PAX Prime 2011 recibió la visita de más de 70.000 personas. Durante de los dos días antes del PAX PRime, se llevó a cabo un evento llamado PAX Dev; era exclusivo para la comunidad de desarrolladores de videojuegos, no se permitió ingresar a la prensa y contó con la participación de 750 personas. Este evento suplementario fue creado como un foro en el que "los desarrolladores puedan expresarse libremente y enfocarse del todo en su labor". El mismo año, el segundo PAX East se realizó en marzo de 2011 en un nuevo lugar, el Boston Convention and Exhibition Center.
PAX East 2012 tuvo lugar entre el 6 y el 8 de abril, y el PAX Prime entre el 31 de agosto al 2 de septiembre el fin de semana del Día del Trabajo en Estados Unidos.

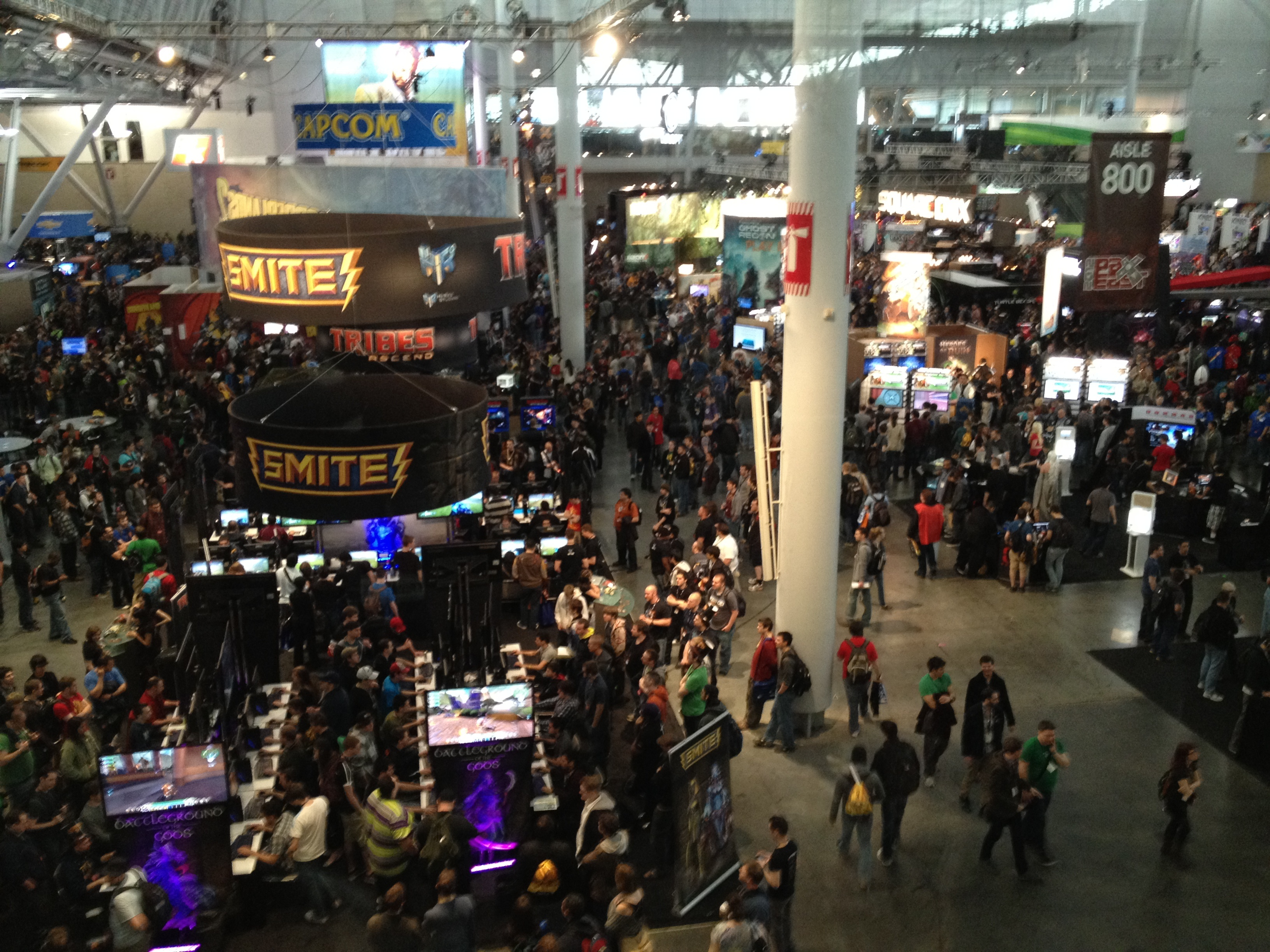
Salón principal de PAX East 2012.

PAX East 2013 tuvo lugar entre el 22 y el 24 de marzo. 2013 también marcó el primer año en que un evento del PAX se celebró fuera de los Estados Unidos; PAX Australia 2013 se llevó a cabo entre el 19 y el 21 de julio de 2013 en el Melbourne Showgrounds. PAX Prime 2013 fue el primer PAX en durar cuatro días y se celebró entre el 30 de agosto y el 2 de septiembre de 2013. Los pases para el PAX Prime 2013 se vendieron en seis horas.
A principios de 2012 se llegó a un acuerdo que extendió el PAX East en Boston hasta 2013.
En 2013, se anunció que el PAX Australia 2014 fue trasladado al Melbourne Convention and Exhibition Centre y tendrá lugar entre el 31 de octubre y el 2 de noviembre.